# Зак Лавин
Закари Томас Лавин (енгл. Zachary Thomas LaVine; Рентон, Вашингтон, 10. март 1995) амерички је кошаркаш. Игра на позицији бека, а тренутно наступа за Сакраменто кингсе. Победник је такмичења у закуцавању на НБА ол-стару 2015. године. Има одраз од 117 сm.

### Млађе категорије
Средњу школу је похађао у Ботелу у држави Вашингтон. Почео је као плејмејкер, али је касније почео играти на позицији бека. Као сениор у средњој школи просечно је постизао 28,5 поена уз 3,4 скокова и 2,5 асистенција по мечу. Колеџ каријеру је провео на универзитету UCLA. Након једне одигране сезоне, пријављен је за НБА драфт.

### НБА
На НБА драфту 2015, у првој рунди га је као 13. пика изабрала Минесота. Већ у првој сезони пружао је веома добре игре и просечно бележио преко 10 поена по утакмици. Ипак највећу пажњу на себе је скренуо на ол-стар викенду. На такмичењу у закуцавању извео је низ одличних закуцавања и победио у финалу кошаркаша Орланда Виктора Оладипа.

## Успеси

### Репрезентативни
- Олимпијске игре:  2020.

### Појединачни
- НБА ол-стар меч (2): 2021, 2022.
- Победник НБА такмичења у закуцавању (2): 2015, 2018.
- Идеални тим новајлија НБА — прва постава: 2014/15.

### НБА статистика

#### Просечно по утакмици
| Сезона   | Екипа    | ОУ | СУ | МПУ  | ПШ%  | 3П%  | СБ%  | СПУ | АПУ | УПУ | БПУ | ППУ  |
| -------- | -------- | -- | -- | ---- | ---- | ---- | ---- | --- | --- | --- | --- | ---- |
| 2014/15. | Минесота | 77 | 40 | 24.7 | .422 | .341 | .842 | 2.8 | 3.6 | .7  | .1  | 10.1 |
| Каријера | Каријера | 77 | 40 | 24.7 | .422 | .341 | .842 | 2.8 | 3.6 | .7  | .1  | 10.1 |

## Спољшање везе
- Зак Лавин на сајту НБА лиге
- Зак Лавин на сајту